# 清江镇 (乐清市)
清江镇是中华人民共和国浙江省温州市乐清市下辖的一个镇。

## 行政区划
清江镇下辖以下村级行政区划单位：
清江社区、清南村、邺岙村、北塘村、谢屏村、泗塘村、三塘村、渡头村、棉花塘村、清江底村、靖江村、江沿村、上埠头村、方江屿村、珠下村、珠上村、清北村、蔡岙村、清江村、沙埠头村、建新村、西沿村、坎头下村、麻车村、福山村、石阵村、田垄村、富岩头村、石古墩村和礁头村。